# Circeaster magdalenae
Circeaster magdalenae är en sjöstjärneart som beskrevs av Jean Baptiste François René Koehler 1909. Circeaster magdalenae ingår i släktet Circeaster och familjen ledsjöstjärnor. Inga underarter finns listade i Catalogue of Life.